# Emjay
Emjay is een Nederlandse dj-producer die vooral bekend is geworden als oprichter van de Amsterdamse Kremlin-clubavonden, waar wekelijks internationale dancegrootheden optraden. Als producer brengt Emjay progressive house uit op onder andere het label van Paul Oakenfold, met wie hij ook vaak samen optreedt.
Emjay is ook de man achter de dancegroep (Emjay &) The Atari Babies, die in 2006 met toestemming van Yoko Ono een cover van John Lennons klassieker Power to the People maakte voor Amnesty International.
De stijl van The Atari Babies is een mix van pop, electro en club